# Eric Hoffmann
Eric Hoffmann (Lussemburgo, 21 giugno 1984) è un ex calciatore lussemburghese, di ruolo difensore.

## Carriera

### Club
Ha sempre giocato nel campionato lussemburghese.

### Nazionale
Conta 88 presenze con la maglia della nazionale lussemburghese.